# Welsh International 1935
Die Welsh International 1935 fanden in Llandudno statt. Es war die neunte Auflage dieser internationalen Meisterschaften von Wales im Badminton.

## Finalresultate
| Disziplin    | Sieger                          | Finalist                         | Ergebnis          |
| ------------ | ------------------------------- | -------------------------------- | ----------------- |
| Herreneinzel | Raymond M. White                | Kenneth Wilson                   | 15–3, 15–6        |
| Dameneinzel  | Thelma Kingsbury                | Greta Graham                     | 11–5, 11–4        |
| Herrendoppel | Raymond M. White Ian Maconachie | H. E. Baldwin C. H. Whittaker    | 15–5, 15–7        |
| Damendoppel  | Betty Uber Thelma Kingsbury     | Mavis Henderson Marian Horsley   | 15–6, 15–8        |
| Mixed        | Ian Maconachie Marian Horsley   | Raymond M. White Mavis Henderson | 15–11, 6–15, 15–6 |